# Wachenröder
Wachenröder (jap. バッケンローダー, Bakkenrōdā) ist ein Strategie-Rollenspiel für den Sega Saturn. Entwickelt wurde es von Sega und veröffentlicht am 6. August 1998; Bislang ist es ausschließlich in Japan erschienen.

## Handlung
Die Geschichte spielt in einer düsteren Zukunftsvision auf der Insel Edoald, die vom Imperator Duran beherrscht wird. In dieser Alternativweltgeschichte hat sich die Dampfkraft weit fortentwickelt und nimmt einen sehr hohen Stellenwert ein: Fahrzeuge, Gerätschaften oder auch Waffen werden mit Dampf statt Elektrizität betrieben. Deswegen ist Wachenröder auch inhaltlich und vor allem designtechnisch dem Steampunk zuzuordnen.
Seit dem Bau mehrerer Wasseraufbereitungsanlagen für die reiche Oberschicht leiden die Bewohner Edoalds zunehmend an Krankheiten, verursacht durch giftmüllverseuchtes Trinkwasser.
Der Spieler übernimmt die Rolle von Lucian Taylor, der sich auf die Suche nach Imperator Duran macht, um den krankheitsbedingten Tod seiner Schwester zu rächen, für den er ihn verantwortlich macht.

## Spielprinzip
Das Spielgeschehen präsentiert sich meist aus einer isometrischen Perspektive, ähnlich wie in den genreverwandten Spielen Vandal Hearts, Front Mission oder Final Fantasy Tactics, und besteht aus einer Abfolge von rundenbasierten Kämpfen, zwischen denen die Geschichte mit Hilfe der Erzählerin Bellebete weitergeführt wird. Aufgrund dieser Geradlinigkeit ist es auch für nicht Japanisch sprechende Menschen gut spielbar, zumal auch alle wichtigen Funktionen entweder auf Englisch oder als kleine Piktogramme dargestellt werden.

## Hauptpersonen
Die Ereignisse des Spiels drehen sich im Wesentlichen um die folgenden Charaktere:
Lucian TaylorEin oft depressiver junger Mann Anfang 20, der den Tod seiner Schwester rächen will, welche vor vier Jahren verstarb. Er ist ausgerüstet mit einem S.R.G., einem sog. „Steam Refine Gear“, welches sein „Sledge“, eine dampfbetriebene Waffe, mit Energie versorgt.
Carrol MewEin junges Mädchen, das Lucians Schwester zum Verwechseln ähnlich sieht. Bewaffnet ist sie mit zwei an den Händen montierten Feuerwaffen.
Titus GroanBenannt nach der gleichnamigen Romanfigur von Mervyn Peake. Bewaffnet ist er mit einer Art dampfbetriebenem Hammer.

## Verwendung der deutschen Sprache
Wachenröder ist an vielen Stellen zweisprachig gehalten. So beginnt das kleine Artbook, welches dem Spiel beiliegt, mit einem längeren deutschen Text, der in Gedichtsform die Hintergrundgeschichte erzählt. Auch die Bezeichnungen der einzelnen Kapitel sowie einiger Items sind in Deutsch gehalten. Manche Charaktere sprechen sogar Deutsch (z. B. eine Figur namens „Slap Happy“ in der Mission „Das Gericht“) oder tragen einen deutschen Namen („Walter“, „Georg“); eine Stahlschmelzanlage trägt den Namen „Falkenhof“ usw.
Der Titel des Spiels an sich setzt sich aus den Wörtern Wache und Röder (gesprochen Roder) zusammen, wobei letzteres vom deutschen Wort „roden“ abstammt, welches im ursprünglichen Sinn das Abholzen von Bäumen bezeichnet. Ein „Wachenröder“ ist somit eine Person, die hauptsächlich „Wachen beseitigt“, was das Spielgeschehen der einzelnen Missionen gut umschreibt.
Ebenfalls erwähnenswert ist die Verwendung des Logos der Wiener Werkstätte auf dem Cover, der CD-ROM, sowie im Spiel selber.
Dadurch ist erneut die Vorliebe zu Deutschland und der deutschen Sprache in der japanischen Videospielkultur zu erkennen.
Andere Beispiele, in denen die deutsche Sprache einen höheren Stellenwert einnimmt, wären z. B. das Shoot ’em up Einhänder der Firma Square (heute: Square Enix) oder auch das Jump ’n’ Run Akumajō Dorakyura X: Chi no Rondo (auch bekannt als Dracula X: Rondo of Blood) der Firma Konami, welches ein komplett deutschsprachiges Intro aufweist.